# Hocus pocus (magie)
Pour les articles homonymes, voir Hocus Pocus et Hokuspokus.

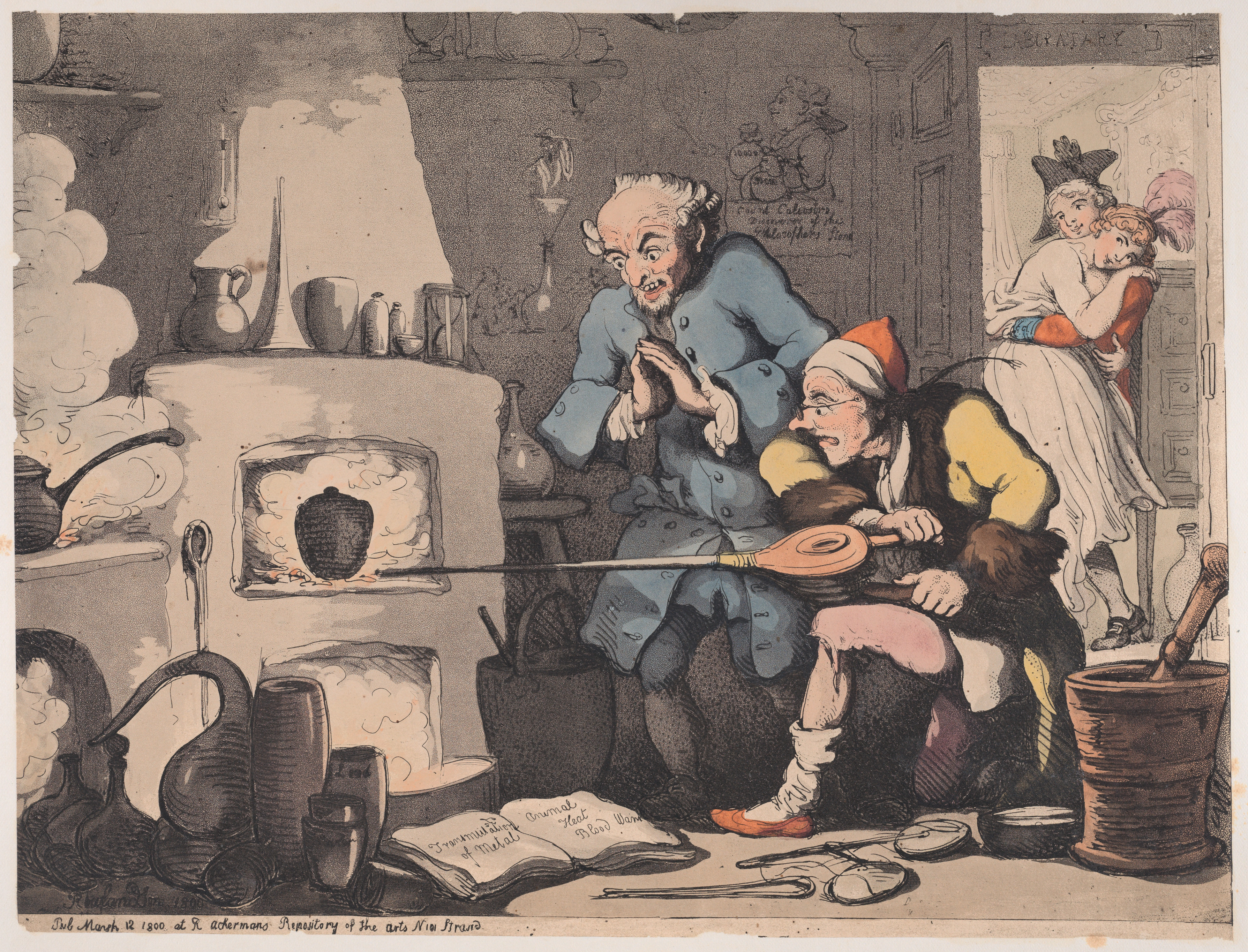
Hocus pocus, ou la recherche de la pierre philosophale, par Thomas Rowlandson (1800), Metropolitan Museum of Art.

Hocus pocus est une formule employée par les magiciens, à diverses fins. Elle fait partie des incantations prononcées par les illusionnistes pour détourner l'attention des spectateurs pendant leurs manipulations. Plus fréquemment utilisée en anglais, l'expression hocus pocus a pris en argot anglo-américain, depuis le XVIIe siècle, le sens de tromperie, escroquerie, arnaque. Simplifiée, elle est à l'origine du mot hoax (« canular »).

## Origine

### Latin
Il existe plusieurs hypothèses, dont deux renvoient à des déformations de formules mal comprises :
- Hoc est enim corpus meum (ceci est mon corps) : paroles du Christ lors de la Cène, répétées à la messe lors de la Consécration pour rappeler la transsubstantiation du pain en corps du Christ ;
- hax pax max Deus adimax : formule en pseudo-latin utilisée par les charlatans et magiciens de foire.

### Autres hypothèses
Il est possible que ce soit une distorsion de deux anciens termes hongrois : hőcseré (échange de chaleur) et pokol (enfer). Dans ce cas, il pourrait être utilisé dans la sorcellerie (sous forme rituelle) comme une sorte de troc (ou de tromperie), pour obtenir une chaleur infernale ou une autre forme d'énergie similaire, peut-être parce que cela était jugé nécessaire pour opérer la magie noire, tous nés de toute façon, dans le contexte des croyances folkloriques et transmises dans le milieu familial.[réf. nécessaire]